# ボストンキャリアフォーラム
ボストンキャリアフォーラム（英語表記：Boston Career Forum) とはキャリタスが毎年10月～11月頃にアメリカ合衆国ボストンのボストンコンベンションセンター(en:Boston Convention and Exhibition Center)で3日間開催する就職活動イベントである。
毎年外資系企業も含め100社以上の企業が、学生は3日間で合計8000人以上が参加している。このキャリアフォーラムは、日英バイリンガルで卒業を控えた学部課程3、4年生や修士課程1、2年生がフルタイムポジション、学部課程2、3年生や修士課程1年生が翌夏のインターンポジション、また職務経験をもつ人へ転職機会を提供する場となっている。

## 歴史
ボストンキャリアフォーラムは1987年に始まり、20年以上経った今アメリカ大学・大学院の留学生にとっては欠かすことのできない貴重な就職活動のスタンダードとなっている。また、ロンドンなどヨーロッパから参加する学生や日本の大学に在籍するバイリンガルも数多く参加している。株式会社ディスコ主催のキャリアフォーラム開催地はロンドン、ロサンゼルス、ニューヨーク、シドニー、東京へと拡大している。

## 過去の参加企業数
- 2013年209社
- 2012年190社
- 2011年171社
- 2010年132社
- 2009年102社
- 2008年172社
- 2007年204社
- 2006年176社
- 2005年128社
- 2004年107社